# Negoiu
De Negoiu is met een hoogte van 2535 meter de op een na hoogste berg van Roemenië en bevindt zich in het Făgărașgebergte. De Negoiu valt te bezichtigen vanaf de Transfăgărășan. In de buurt van de Negoiu bevindt zich de Moldoveanu, Roemeniës hoogste berg.